# Autorité Coppé
L’autorité Albert Coppé est la sixième et dernière haute autorité ad interim de la Communauté européenne du charbon et de l'acier (CECA), en fonction entre le 8 mars 1967 et le 6 juillet 1967. Elle a été suivie par la commission Rey après le traité de fusion des exécutifs communautaires.

## Compléments